# Сабатинівський човен
Сабатинівський човен — археологічна пам'ятка пізньої епохи бронзи (XIV—XII ст. до н. е.), що являє собою дерев'яний човен, який був знайдений неподалік села Сабатинівка (Голованівський район Кіровоградської області) на дні ріки Південний Буг. Розміри човна дозволяють вченим зробити висновок, що це транспортний засіб для інтенсивного товарообміну по річках. Зберігається як експонат в російському музеї Санкт-Петербургу.

## Історія знахідки
Влітку 1937 діти купалися у річці Південний Буг біля «Мельничної Кручі» і виявили в річці явно давній човен, який лежав, перевернутий вверх дном перпендикулярно до берега, на глибині 2—3 м. Його передня частина знаходилася у самій кручі і була більш ніж наполовину була засипана піском та намулом. Про знахідку діти розповіли місцевому краєзнавцю Симеону Чубу і директору школи Івану Цівадісу, які повідомили про це працівників Одеського археологічного музею і на місце виїхав Валентин Селінов, під керівництвом якого місцеві жителі спробували підняти човен, однак, вони відірвали і підняли лише кормову частину човна.
У вересні до села прибув директор Ермітажу професор Рубен Орбелі з групою ЕПРОН (Експедиція підводних робіт особливого призначення). Водолаз розчистив човен від піску і намулу, що дозволило зачепити човен тросом до трактора і витягнути його. Човен на возах перевезли до станції Грушки, а звідти знахідка потягом попрямувала у Ленінград (нині Санкт-Петербург).
Ще на місці Орбелі зробив припущення, що знахідка є дуже давньою і її вік не менше 2,5 тис. років. У своїх нотатках він написав:
|  | Все говорило про те, що ми маємо справу з унікальним артефактом… довжина човна 6 м 81 см… Корабель зроблений зі стовбура одного дерева, однодревковий; його борти зберегли початкову округлість ствола… На правому борті по всій його довжині були виявлені давні насічки та зарубки, — сліди застосування тупого знаряддя. Це створювало враження, що човен не тільки вдарявся об пороги чи береги, а й був об'єктом нападів Оригінальний текст (рос.) Все говорило за то, что мы имеем дело с уникальной вещью… длина челна 6 м 81 см… Судно выделано из цельного дерева, однодревковое; борта его сохранили первоначальную округлость ствола… На правом борту во всю его длину древние зарубины и засечки — следы ударов тупым орудием вкось. Создается впечатление, что судно не только ударялось о пороги или о берег, но и подвергалось нападениям |

Про стародавній човен писали в газетах і його транспортування перетворилося на агітаційний марафон за розвиток радянської науки — на шляху слідування корабля залізницею приходили люди аби побачити древню пам'ятку в майже непошкодженому вигляді.

## Дослідження корабля. Його розміри
Лабораторні дослідження були проведені в 1938. Вони підтвердили, що човен видовбали з суцільного
дубового стовбура віком 360 років. Вік дерева визначили за кількістю річних кілець. Деревина мала велику зольність і містила більше заліза, ніж відомі найдавніші човні. Стан деревини та її хімічний аналіз з великою ймовірністю вказували на датування в XIV—XII ст. до н. е. Також дослідження показали, що стовбур дерева був випалений за допомогою вогню і оброблений кам'яними знаряддями.
Параметри човна: довжина — 6.8 м, ширина — 0.8 м, висота — 0.97 м, товщина корпусу — 8 см, днища — 10 см; маса корабля становила 1088 кг; вантажопідйомність — 1,5 т. На бортах човна зроблено 12 отворів діаметром 10—15 см, які могли бути пристосованими для кріплення петель лопатоподібних весел або оберемків очерету, які могли поліпшували плавучість човна. Розміри човна вказують на те, що його використовували для транспортування товарів річками, а не для риболовлі.
Ще у 1938 реставратор Ермітажу провів консервацію човна за допомогою скипідарно-каніфольної емульсії з домішками тімолу.

## Експонат російського музею
У наш час човен є одним з головних експонатів Центрального військово-морського музею в Санкт-Петербурзі (Росія). Варто звернути увагу, в цій експозиції його датування зазначене початком XVII ст. З іншого боку, згідно з офіційною інтернет-сторінкою музею, фото корабля має підпис «Історія мореплавства в Росії налічує не одне тисячоліття. Про це свідчить древній човен-однодеревка, що знаходиться в експозиції, який датується археологами початком І тисячоліття до нашої ери»…

## Критика
Не всі науковці позитивно сприймають наявні дані щодо пам'ятки: відомий краєзнавець Василь Куриленко, зважаючи на недоступність артефакту, дуже скептично висловлювався про параметри сабатинівського човна і його дослідження.
Вячеслав Саричев у своїй дисертації звертає увагу на технологію виготовлення човна, порівнює його з відомими схожими знахідками і вважає його типовою «середньовічною однодеревкою» та датує XV ст.